# Englewood (New Jersey)
Englewood è una città statunitense della contea di Bergen nello stato del New Jersey.